# Réserve naturelle de Baydar
La Réserve naturelle de Baydar (en ukrainien : Байда́рський заказник ; en russe : Байдарский заказник) est une réserve naturelle protégée qui couvre une partie de la vallée éponyme, entre le cap Aya et la Forêt de montagne de Yalta.
La réserve contient des monuments mésolithiques, et en particulier un mégalithes du IIIe millénaire av. J.-C. Cinquante quatre espèces de plantes y sont recensées et quarante et une espèces d'animaux y vivent. Le fleuve Noir la traverse et constitue le réservoir éponyme.

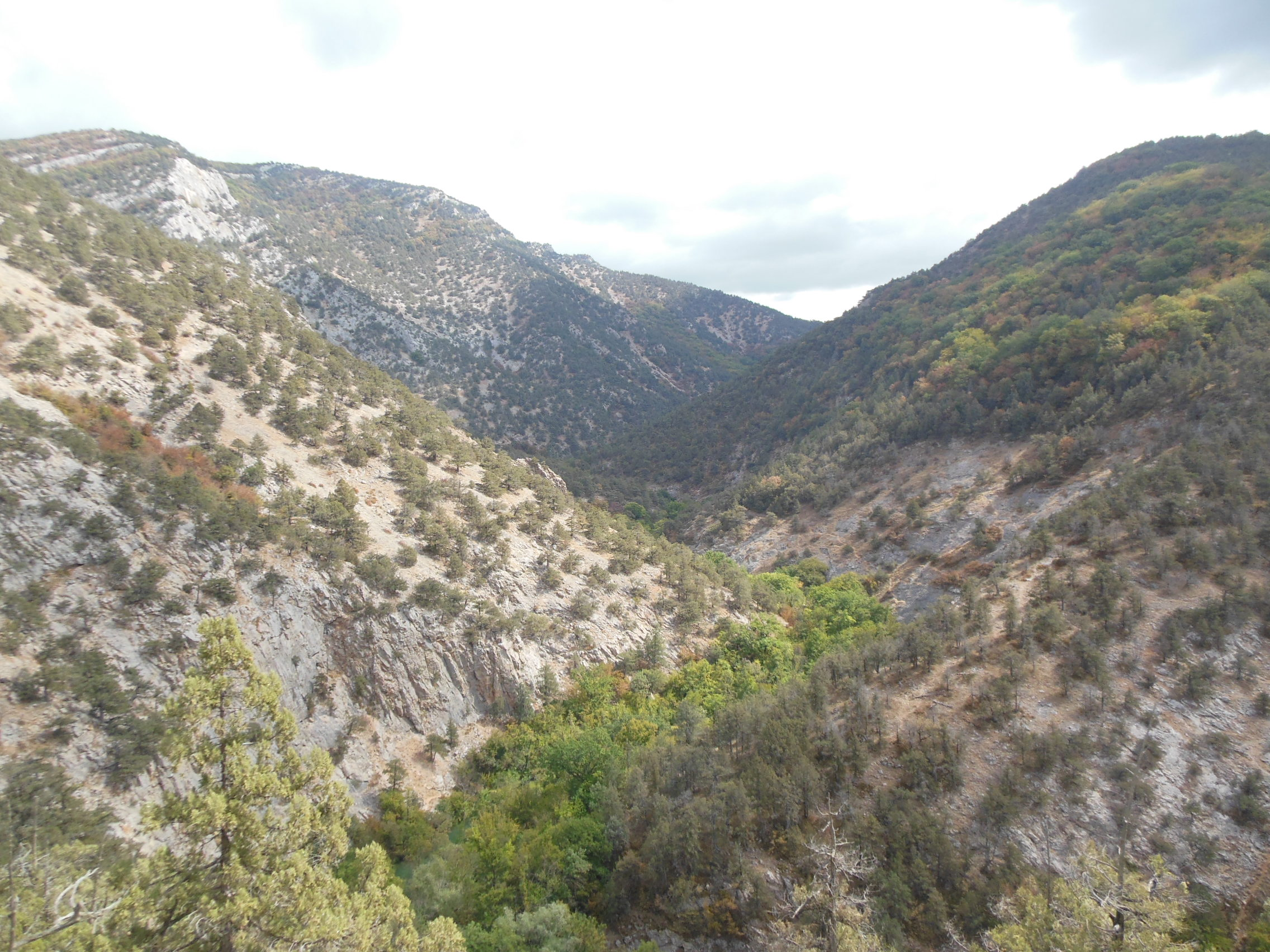
Canyon de la rivière Noire.
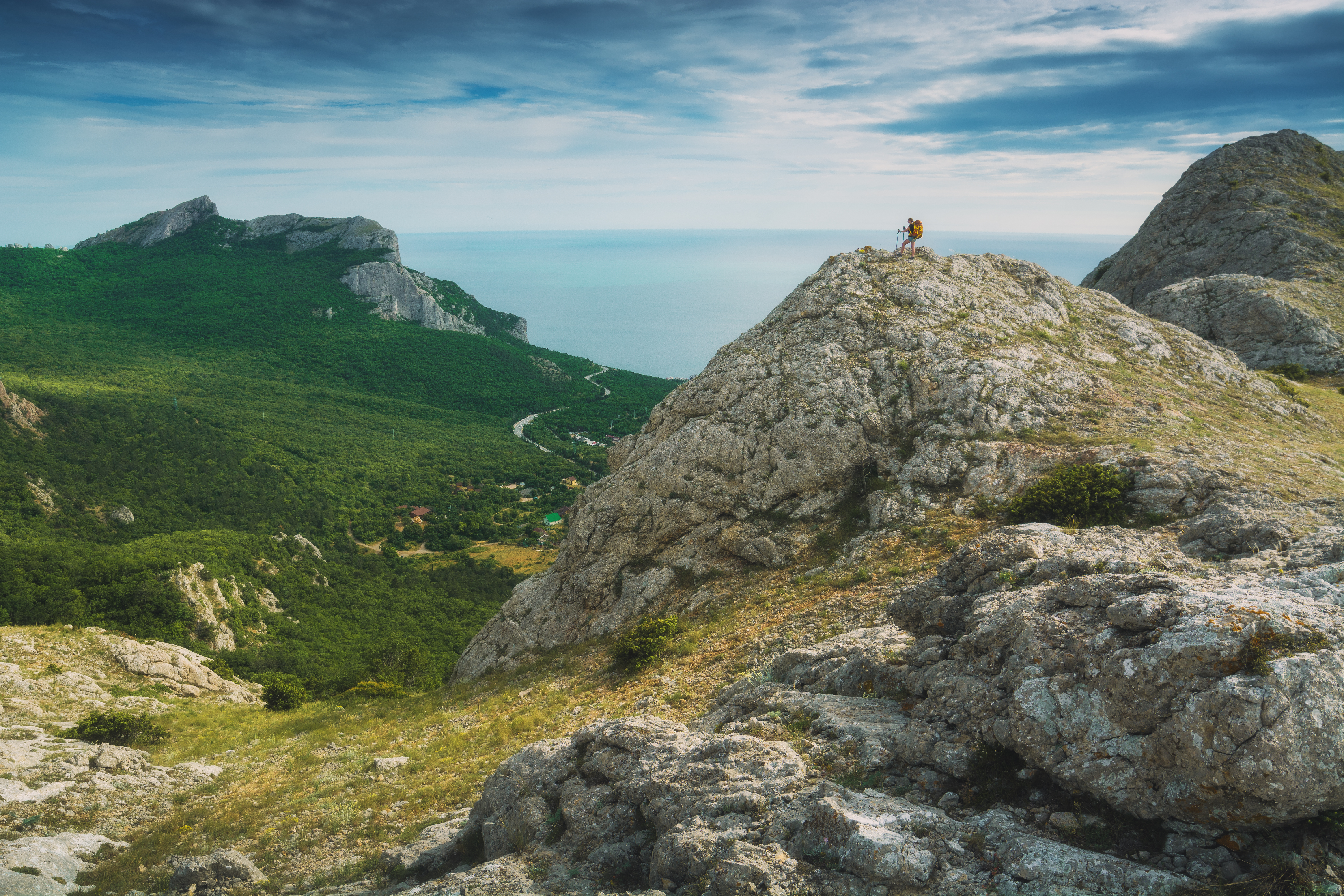
Vers le cap.
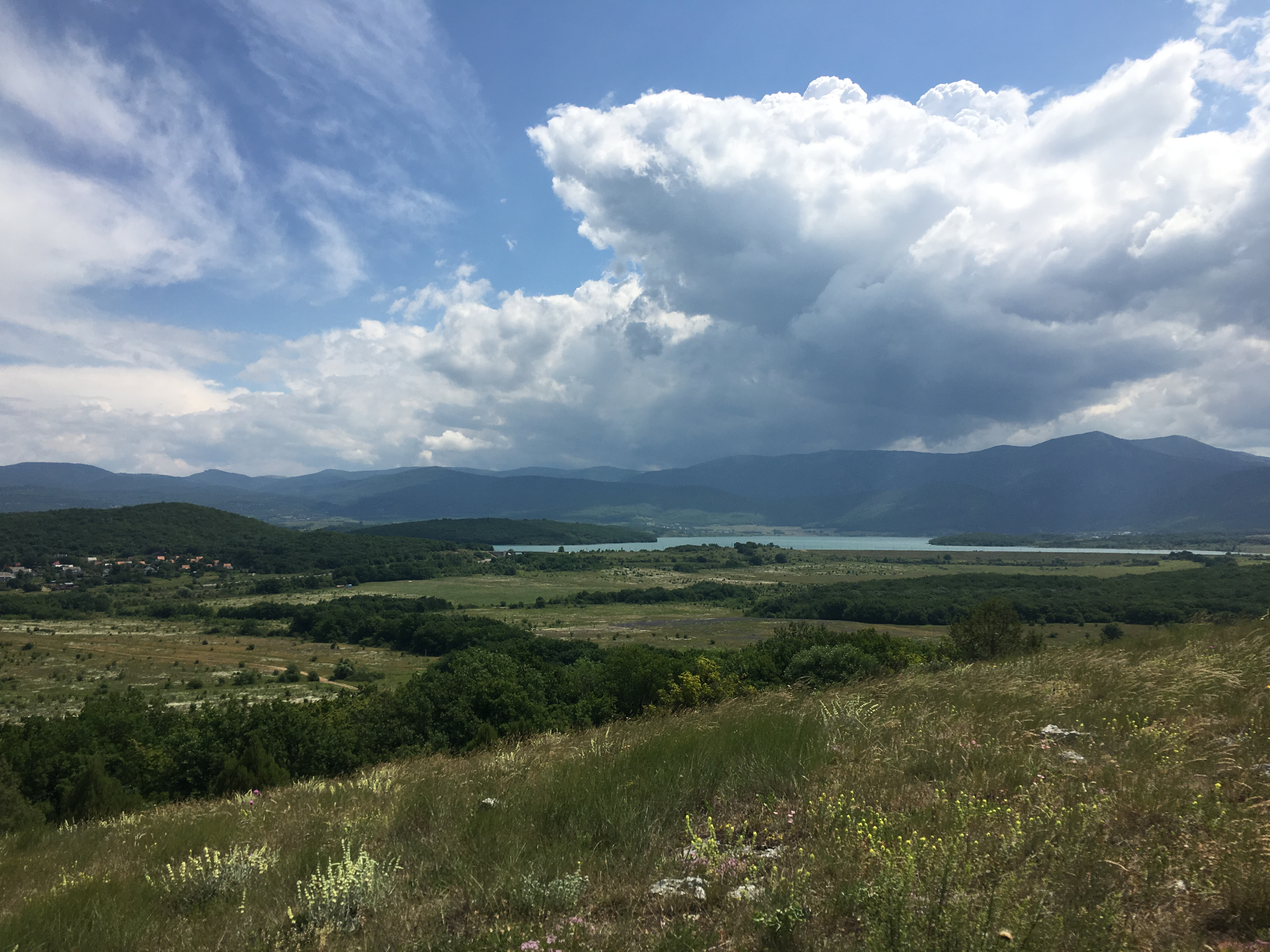
Vers la terre.

## Voir également
- Listes de réserves naturelles de Russie.
- Parcs nationaux de Russie.